# Carretera de Nebraska 95
La Carretera de Nebraska 95, y abreviada NE 95 (en inglés: Nebraska Highway 95) es una carretera estatal estadounidense ubicada en el estado de Nebraska. La carretera inicia en el Oeste desde la NE 11  oeste de Chambers hacia el Este en la US 281  este de Chambers. La carretera tiene una longitud de 88,2 km (54.81 mi).

## Mantenimiento
Al igual que las autopistas interestatales, y las rutas federales y el resto de carreteras estatales, la Carretera de Nebraska 95 es administrada y mantenida por el Departamento de Carreteras de Nebraska por sus siglas en inglés NDOR.